# Массив цветных светофильтров
Массив цветных светофильтров (мозаика цветных светофильтров) — часть светочувствительной матрицы фотоприбора, осуществляющая пространственное цветоделение изображения при помощи фотодатчиков — пикселей матрицы, расположенных за светофильтрами различного цвета. Каждый светочувствительный элемент накрыт одним светофильтром массива.

## Таблица расположений цветных фильтров
| схема           | название      | описание | размер элемента (пикселы) |
| --------------- | ------------- | --- | ------------------------- |
| Bayer pattern   | Фильтр Байера | Наиболее распространенный RGB-фильтр. 1 синий, 1 красный, 2 зелёных | 2×2                       |
| RGBE pattern    | RGBE          | Один из зелёных фильтров заменён на изумрудный (англ. emerald). Применялся фирмой Sony в 8-мегапиксельной матрице ICX456 и в фотоаппарате Sony CyberShot DSC-F828. | 2×2                       |
| CYYM pattern    | CYYM          | Голубой, 2 жёлтых, пурпурный. Kodak. | 2×2                       |
| CYGM pattern    | CYGM          | Голубой, жёлтый, зелёный, пурпурный. Применяется в некоторых камерах Kodak. | 2×2                       |
| RGBW pattern    | RGBW Байера   | один из зелёных фильтров заменён на прозрачный, в остальном аналогичен стандартному фильтру Байера. Незначительно выигрывает в светочувствительности и на примерно 1 ступень выигрывает в фотографической широте. | 2×2                       |
| RGBW pattern    | RGBW #1       | три примера RGBW-фильтров Kodak, с 50 % белого. По сравнению с остальными выигрывают в светочувствительности и фотографической широте и проигрывает в цветопередаче. Между собой различаются необходимыми алгоритмами обработки и характером структурного шума (англ. pattern noise), создаваемого большим (по сравнению с традиционным фильтром Байера) пространственным периодом структуры фильтра. Нашел применение там, где требуется высокая светочувствительность, а цветовая информация вторична: системы технического телевидения, видеонаблюдение, автомобильные видеорегистраторы. | 4×4                       |
| RGBW pattern    | RGBW #2       | три примера RGBW-фильтров Kodak, с 50 % белого. По сравнению с остальными выигрывают в светочувствительности и фотографической широте и проигрывает в цветопередаче. Между собой различаются необходимыми алгоритмами обработки и характером структурного шума (англ. pattern noise), создаваемого большим (по сравнению с традиционным фильтром Байера) пространственным периодом структуры фильтра. Нашел применение там, где требуется высокая светочувствительность, а цветовая информация вторична: системы технического телевидения, видеонаблюдение, автомобильные видеорегистраторы. | 4×4                       |
| RGBW pattern    | RGBW #3       | три примера RGBW-фильтров Kodak, с 50 % белого. По сравнению с остальными выигрывают в светочувствительности и фотографической широте и проигрывает в цветопередаче. Между собой различаются необходимыми алгоритмами обработки и характером структурного шума (англ. pattern noise), создаваемого большим (по сравнению с традиционным фильтром Байера) пространственным периодом структуры фильтра. Нашел применение там, где требуется высокая светочувствительность, а цветовая информация вторична: системы технического телевидения, видеонаблюдение, автомобильные видеорегистраторы. | 2×4                       |
| X-Trans pattern | X-Trans       | Благодаря большей области повторения структуры X-Trans (6×6) уменьшается муар, что позволило убрать антимуарный фильтр в фотоаппарате Fujifilm X-Pro 1 и повысило детализацию снимков. | 6×6                       |

## Дебайеризация
Поскольку каждый элементарный фотодиод матрицы находится за элементарным светофильтром, он фиксирует только информацию о яркости своего пикселя в частичном цветоделённом изображении. Для получения цветного изображения в одном из стандартных цветовых пространств необходима интерпретация этих данных при помощи процесса под названием дебайеризация. При этом происходит разделение пикселей, регистрирующих красный, зелёный и синий цвета, а затем информация преобразуется в цветной файл. Простая билинейная интерполяция для этого не подходит, так как яркие объекты при этом приобретают цветную кайму. Производители цифровых фотоаппаратов и RAW-конвертеров используют собственные адаптивные алгоритмы, как правило, объявляемые производителем ноу-хау. Впрочем, алгоритмы и настройки большинства RAW-конвертеров восходят к исходным текстам dcraw — конвертера с открытым кодом, о чём многие авторы программ-конвертеров (например, SilkyPix) честно упоминают в документации на программу.

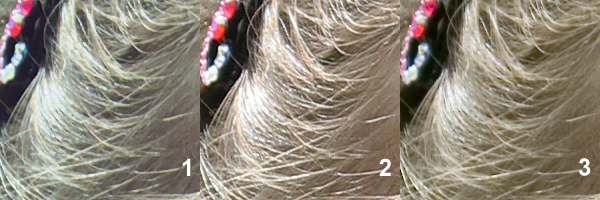
Артефакты дебайеризации на примере женской причёски. Canon PowerShot A610 с использованием CHDK. Масштаб 1:1.
1. Цветные артефакты (SilkyPix Developer Studio).
2. Агрессивное (чрезмерное) применение белого цвета (внутрикамерная обработка).
3. Удачная дебайеризация (Adobe Camera RAW).

## Сглаживающий фильтр
Антиалиасинговый, сглаживающий, размывающий или низкочастотный фильтр — в разных источниках может использоваться любое из этих названий.
Данный фильтр наносится на матрицу перед цветным фильтром. Его основное назначение — устранение муара на фотографиях, возникающего при съёмке так называемых регулярных структур (часто повторяющихся элементов). Например, муар может возникать на кирпичной стене или ткани пиджака, блузки и т. д. Чем более агрессивный сглаживающий фильтр используется, тем меньше вероятность возникновения муара, но такие фильтры имеют и обратную сторону медали: они размыливают картинку фотографии и при детальном рассмотрении получаются нечёткими, размазанными (замыленными). Правда, ощутимая разница между фотографиями, сделанными матрицами с фильтром и без, возникает только при использовании качественной, резкой оптики. Однако развитие цифровых фотоаппаратов в сторону упрощения их использования, стремление получить конечный продукт — файл jpg, не увеличивая затрат на обработку непосредственно в фотоаппарате, привели к решению о применении рассеивающего фильтра. Это стало компромиссным решением, ныне массово применяемым.
Несмотря на то, что сейчас размывающий фильтр используется в подавляющем большинстве матриц с мозаичными цветовыми фильтрами, в течение 2013 года наметилась тенденция по отказу от сглаживающих фильтров для повышения резкости и детализации фотографий. Поначалу производители стали представлять по две модели своих камер, с размывающими фильтрами и без них, а потом и вовсе с обновлением линейки выпускали одну модель без фильтра. Например, Sony A7 и Sony A7R, Nikon D800 и Nikon D800E, Nikon D3300, Nikon D5300, Nikon D7100 и т.д.. Фирма Fujifilm вообще стоит особняком в этом плане. Благодаря своим матрицам с цветным фильтром X-Trans, устойчивым к появлению муара из-за особого рисунка цветового фильтра, они отказались от сглаживающего фильтра. Компания Pentax отличилась тем, что выпустила камеру Pentax K-3 с отключаемым сглаживающим фильтром.
Задолго до этого также фирма Kodak производила две камеры DCS Pro SLR/n и DCS Pro SLR/c, в которых использовались матрицы без размывающего фильтра..
Строго говоря, смягчение артефактов этого типа не является обязательным и может быть скомпенсировано постобработкой конкретного изображения в соответствии с целями фотографа.

## Развитие CFA
Фильтр Байера — исходно не только самый первый вариант расположения фильтров на матрице, но и наиболее простой в обработке вариант фильтра. Даже быстрая билинейная интерполяция даёт «конечный результат» в виде полноцветной RGB-картинки.
В отличие от традиционного RGGB-фильтра Байера, при иных цветах светофильтров получение компонентов RGB каждого пиксела требует более сложных алгоритмов, учитывающих в определённых пропорциях значения всех окружающих пикселов. Однако неидеальность цветопередачи и потеря 2/3 светового потока на фильтрах заставили разработчиков искать возможные изменения массива фильтров.

### Улучшение цветопередачи
Желание увеличить точность цветопередачи зелёных цветов привела к разработке RGEB-фильтра, в котором половина зелёных ячеек заменена зелёно-голубыми («изумрудными», англ. emerald).
| G | R |
| B | E |

Снимки, сделанные с применением таких матриц, отличаются более плавными переходами голубых цветов и зелёной листвы. Применяется в некоторых камерах фирмой Sony.

### Увеличение чувствительности
Также иногда применяются CYGM-фильтры:
| C | Y |
| G | M |

Данный фильтр интересен тем, что пропускает приблизительно 2/3 падающего света, задерживая 1/3. Тем самым достигается рост общей светочувствительности матрицы. Однако итоговое цветовое пространство оказывается хуже, чем при аддитивном RGB-наборе фильтров.

### Увеличение чувствительности и фотографической широты
Фильтры RGBW в нормальных условиях панхроматического освещения дают бо́льшую светочувствительность, но худшую цветопередачу. На освещении, близком к монохроматическому, RGBW превосходит по всем параметрам RGGB за счёт большего числа пикселей, воспринимающих свет.

## Сравнение с другими системами

### Преимущества перед трёхматричными системами
- компактность;
- технологичность, возможность производства интегральной микросхемы со всей прилегающей к ней оптической частью (фильтр Байера, микролинзы, low-pass-фильтр) как единого целого;
- отсутствие проблем сведения цветов и механической юстировки;
- возможность применения в зеркальных аппаратах;
- возможность применения объектива с малым задним вершинным расстоянием, что существенно уменьшает габариты камеры и упрощает оптическую схему при сохранении характеристик;

### В сравнении с многослойными сенсорами
Проблемы, присущие фильтрам Байера, было призвано решить новое поколение цифровых светочувствительных матриц — матрицы X3 компании Foveon, в которых каждый пиксель состоит из трёх слоев, каждый из которых воспринимает свой цвет.
- Однако цветопередача таких матриц в наибольшей степени определяется свойствами кремния как такового, которые нелинейны, и произвольный выбор красителя для фильтрации компонентов невозможен.
- К сожалению, в многослойных матрицах разделение цветов оказывается далеко не полным. Часть фотонов поглощается в «чужой» области. В результате цветовая информация оказывается неполной, насыщенность цвета при прямом использовании сигналов R, G, B с сенсора как значений пиксела изображения даёт малоконтрастную ненасыщенную картинку. Для компенсации этого эффекта требуется вводить агрессивный алгоритм восстановления цветового оттенка. Именно вынужденный подъём насыщенности вносит основной вклад в увеличение итогового шума матрицы.[6][7][8]

### Сравнение с матрицами с внутрипиксельным цветоделением
По состоянию на 2008 год рано говорить о преимуществах матриц с дихроичными зеркалами внутри каждого пикселя (RGB-матрица Nikon), так как они не вышли из стадии прототипа. Однако очевидно, что матрицы с CFA будут иметь перед ними единственное преимущество — технологичность.

## Недостатки систем с мозаикой цветных фильтров
- Необходимость восстанавливать часть цветовой информации приводит к потере пространственного разрешения в цветных деталях.
- Процедура восстановления порождает эффект цветного муара и цветные артефакты.
- Для снижения эффекта цветного муара применяется фильтр нижних частот (low-pass), дополнительно размывающий изображение до его попадания на матрицу. Это приводит к дополнительному снижению разрешающей способности системы в целом и снижению микроконтраста.
- Снижение резкости в алгоритме и на фильтре low pass делает необходимым применение алгоритмов повышения резкости.

Именно эти объективные недостатки, бывшие особенно заметными на ранних аппаратах с низким разрешением, недостаточно точно выбранной силой фильтра low-pass и достаточно слабым алгоритмами повышения резкости, обусловили распространённое устойчивое мнение о неустранимых недостатках цифровой фотографии по сравнению с плёночной, а также породили другие, менее очевидные легенды.

## История, аналоги
Фильтр Байера и расположение световоспринимающих элементов в одной плоскости ведут своё происхождение от растрового способа цветной фотографии.
Однако, в отличие от пластинок «Автохром», растр на матрице имеет регулярную периодическую структуру. Это иногда приводит, при формально лучших параметрах оборудования, к субъективному мнению о «меньшей естественности» цифровой цветной картинки по сравнению с плёночными, так как в природе периодические структуры - большая редкость по сравнению с хаотическими.

## Программные библиотеки/утилиты восстановления исходного изображения из мозаики
- eLynx Image Processing SDK and Lab
- ImageJ
- LibRAW